# Cirsium

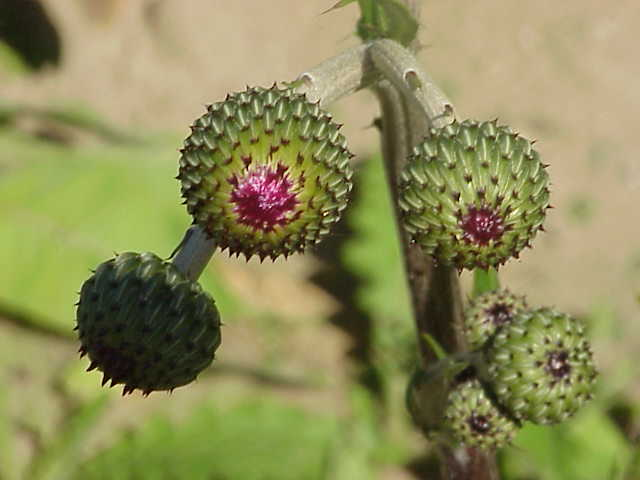
Cirsium canum

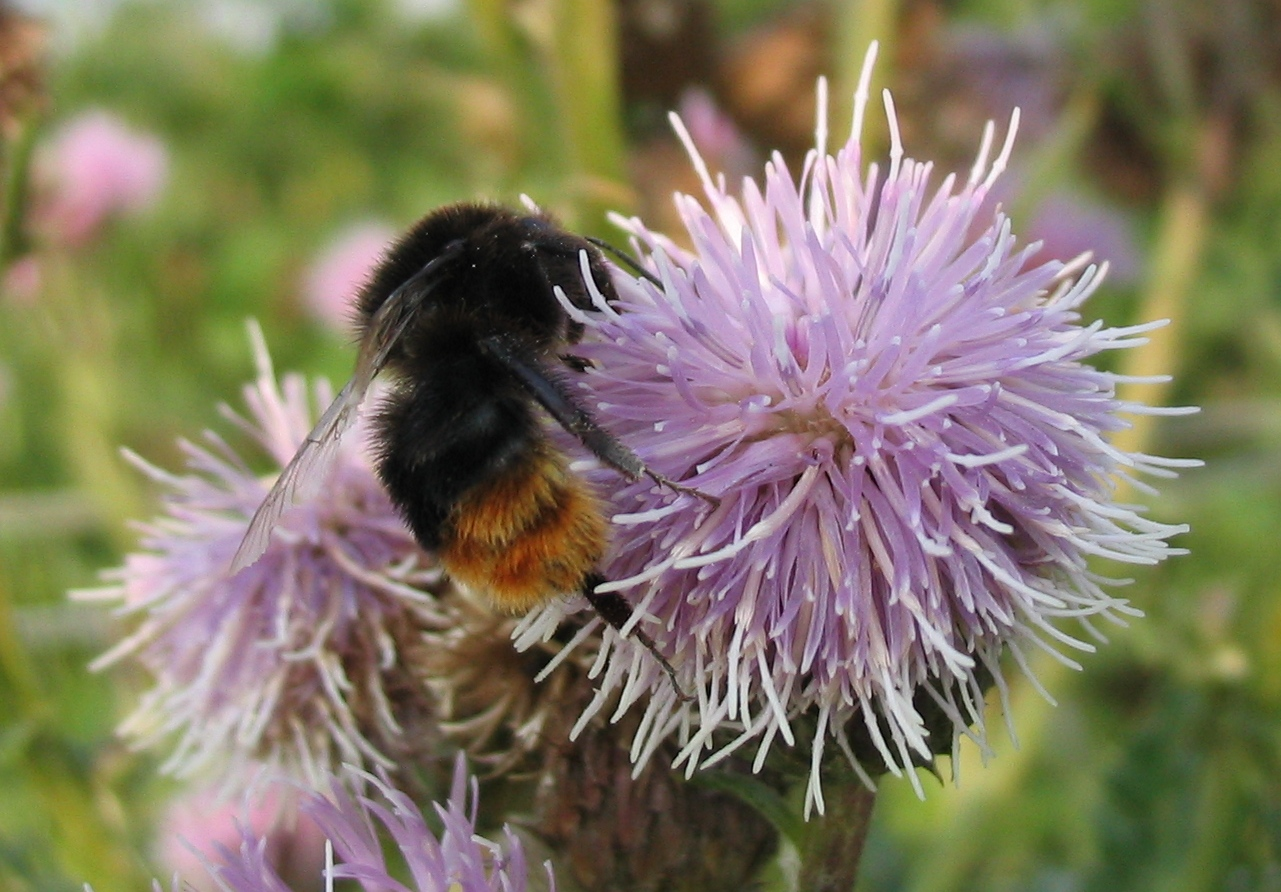
Borinot sobre una flor de Cirsium

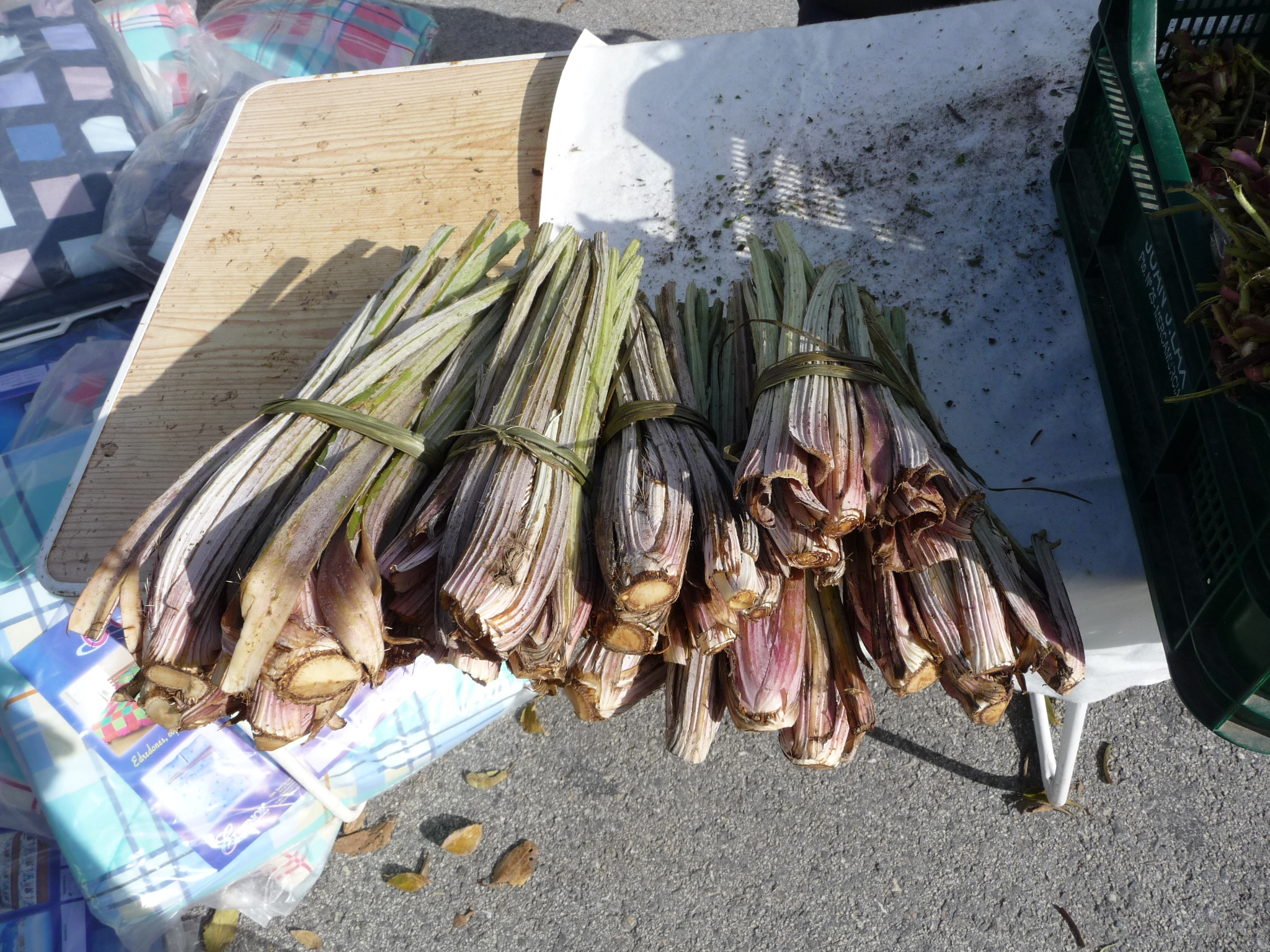
Cirsium pyrenaicum tallats per cuinar

Cirsium és un gènere de plantes angiospermes de la família de les asteràcies (Asteraceae). Són plantes natives d'Europa, Àsia, Amèrica del nord, Amèrica Central fins a Colòmbia i el nord d'Àfrica.
Algunes espècies d'origen europeu que han estat introduïdes a d'altres zones, s'hi es condiseren males herbes, és el cas de Cirsium arvense i Cirsium vulgare als Estats Units.

## Descripció
Són plantes herbàcies biennals o perennes amb tiges erectes amb espines o sense, sovint amb una arrel mestra i una roseta basal. Les fulles són pinnatisectes, de vegades enteres, amb el marge denticulat o profundament lobat, habitualment espinoses i les caulinars es disposen de manera alterna. Les flors es troben agrupades en capítols, l'involucre té diverses fileres de bràctees imbricades, espinoses, mucronades o acuminades. Les flors acostumen a ser hermafrodites, amb una corol·la tubular amb cinc lòbuls, habitualment de color porpra, de vegades blanca. El fruit és un aqueni amb papus plomós.

## Taxonomia
Aquest gènere va ser publicat per primer cop l'any 1754 al primer volum de la quarta edició de l'obra The Gardeners Dictionary del botànic escocès Philip Miller (1691-1771).

### Etimologia
La paraula Cirsium prové del grec antic kirsion que vol dir "card".

### Espècies
Dins del gènere Cirsium es reconeixen les 489 espècies següents:
- Cirsium acantholepis Petr.
- Cirsium acaulon (L.) Scop.
- Cirsium acrolepis (Petr.) G.B.Ownbey
- Cirsium adjaricum Sommier & Levier
- Cirsium aduncum Fisch. & C.A.Mey. ex DC.
- Cirsium aggregatum Ledeb.
- Cirsium aidzuense Nakai ex Kitam.
- Cirsium aitchisonii Boiss.
- Cirsium akimontanum Kadota
- Cirsium akimotoi Kadota & Mas.Saito
- Cirsium alatum (S.G.Gmel.) Bobrov
- Cirsium alberti Regel & Schmalh.
- Cirsium albidum Velen.
- Cirsium albowianum Sommier & Levier
- Cirsium alpicola Nakai
- Cirsium alpis-lunae Brilli-Catt. & L.Gubellini
- Cirsium alsophilum (Pollini) Soldano
- Cirsium altissimum (L.) Spreng.
- Cirsium amani Post
- Cirsium amplexifolium (Nakai) Kitam.
- Cirsium anartiolepis Petr.
- Cirsium andersonii Petr.
- Cirsium andrewsii Jeps.
- Cirsium aomorense Nakai
- Cirsium apoense Nakai
- Cirsium appendiculatum Griseb.
- Cirsium arachnoideum (M.Bieb.) M.Bieb.
- Cirsium arctorhaphis G.L.Nesom
- Cirsium argillosum Petrov ex Kharadze
- Cirsium argyracanthum DC.
- Cirsium arisanense Kitam.
- Cirsium aristatum DC.
- Cirsium arizonicum (A.Gray) Petr.
- Cirsium arvense (L.) Scop.
- Cirsium ashinokuraense Kadota
- Cirsium ashiuense Shun.Yokoy. & T.Shimizu
- Cirsium austrohidakaense Kadota
- Cirsium ayasii H.Duman & Dirmenci
- Cirsium aytatchii H.Duman & R.R.Mill
- Cirsium babanum Koidz.
- Cirsium badakhschanicum Kharadze
- Cirsium balikesirense Yıldız, Arabacı & Dirmenci
- Cirsium balkharicum Kharadze
- Cirsium barduanum Petr.
- Cirsium barnebyi S.L.Welsh & Neese
- Cirsium basaseachense G.L.Nesom
- Cirsium baytopae P.H.Davis & Parris
- Cirsium bertolonii Spreng.
- Cirsium bicentenariale Rzed.
- Cirsium bitchuense Nakai
- Cirsium bocoynense G.L.Nesom
- Cirsium boluense P.H.Davis & Parris
- Cirsium boninense Koidz.
- Cirsium borealinipponense Kitam.
- Cirsium bornmuelleri Sint. ex Bornm.
- Cirsium botryodes Petr.
- Cirsium boujartii (Piller & Mitterp.) Sch.Bip. ex Janka
- Cirsium bozkirense H.Duman, Dirmenci & Tugay
- Cirsium brachycephalum Juratzka
- Cirsium bracteiferum C.Shih
- Cirsium bracteosum DC.
- Cirsium brevicaule A.Gray
- Cirsium brevifolium Nutt.
- Cirsium brevipapposum Tschern.
- Cirsium brevistylum Cronquist
- Cirsium buergeri Miq.
- Cirsium bulgaricum DC.
- Cirsium buschianum Kharadze
- Cirsium byzantinum Steud.
- Cirsium calcareum (M.E.Jones) Wooton & Standl.
- Cirsium candelabrum Griseb.
- Cirsium canescens Nutt.
- Cirsium canoasense G.L.Nesom
- Cirsium canum (L.) All.
- Cirsium caput-medusae Sommier & Levier
- Cirsium carniolicum Scop.
- Cirsium carolinianum (Walter) Fernald & B.G.Schub.
- Cirsium cassium P.H.Davis & Parris
- Cirsium caucasicum (Adams) Petr.
- Cirsium centaureae (Rydb.) K.Schum.
- Cirsium cephalotes Boiss.
- Cirsium cernuum Lag.
- Cirsium charkeviczii Barkalov
- Cirsium chellyense R.J.Moore & Frankton
- Cirsium chiapanum G.L.Nesom
- Cirsium chikabumiense Kadota
- Cirsium chikushiense Koidz.
- Cirsium chilaishanense S.S.Ying
- Cirsium chinense Gardner & Champ.
- Cirsium chionanthum G.L.Nesom & García-Mor.
- Cirsium chlorocomos Sommier & Levier
- Cirsium chokaiense Kitam.
- Cirsium chrysacanthum (Ball) Jahand.
- Cirsium ciliatum (Murray) Moench
- Cirsium cilicicum P.H.Davis & Parris
- Cirsium ciliolatum (L.F.Hend.) J.T.Howell
- Cirsium clavatum (M.E.Jones) Petr.
- Cirsium clokeyi S.F.Blake
- Cirsium coahuilense Ownbey & Pinkava
- Cirsium coloradense (Rydb.) Cockerell ex Daniels
- Cirsium confertissimum Nakai
- Cirsium congdonii R.J.Moore & Frankton
- Cirsium congestissimum Kitam.
- Cirsium consociatum S.F.Blake
- Cirsium conspicuum Sch.Bip.
- Cirsium crassicaule Jeps.
- Cirsium creticum (Lam.) d'Urv.
- Cirsium culebraense Ackerf.
- Cirsium cymosum (Greene) J.T.Howell
- Cirsium czerkessicum Kharadze
- Cirsium daghestanicum Kharadze
- Cirsium dasyphyllum G.L.Nesom
- Cirsium davisianum Kit Tan & Sorger
- Cirsium dealbatum M.Bieb.
- Cirsium decussatum Janka
- Cirsium dipsacolepis Matsum.
- Cirsium dirmilense R.M.Burton
- Cirsium discolor (Muhl. ex Willd.) Spreng.
- Cirsium dissectum (L.) Hill
- Cirsium domonii Kadota
- Cirsium douglasii DC.
- Cirsium drummondii Torr. & A.Gray
- Cirsium ducellieri Maire
- Cirsium durangense (Greenm.) G.B.Ownbey
- Cirsium dyris Jahand. & Maire
- Cirsium eatonii (A.Gray) B.L.Rob.
- Cirsium echinatum (Desf.) DC.
- Cirsium echinus (M.Bieb.) Hand.-Mazz.
- Cirsium edule Nutt.
- Cirsium ehrenbergii Sch.Bip.
- Cirsium ekimianum Yıldız & Dirmenci
- Cirsium elbrusense Sommier & Levier
- Cirsium eliasianum Kit Tan & Sorger
- Cirsium ellenbergii Bornm.
- Cirsium elodes M.Bieb.
- Cirsium engelmannii Rydb.
- Cirsium eorythros G.L.Nesom
- Cirsium epiroticum Petr.
- Cirsium eriophoroides (Hook.f.) Petr.
- Cirsium eriophorum (L.) Scop.
- Cirsium erisithales (Jacq.) Scop.
- Cirsium erythrolepis K.Koch
- Cirsium esculentum (Siev.) C.A.Mey.
- Cirsium euxinum Kharadze
- Cirsium excelsius Petr.
- Cirsium falconeri (Hook.f.) Petr.
- Cirsium fanjingshanense C.Shih
- Cirsium fargesii (Franch.) Diels
- Cirsium faucium Petr.
- Cirsium fauriei Nakai
- Cirsium ferox (L.) DC.
- Cirsium ferum Kitam.
- Cirsium filipendulum Lange
- Cirsium flavisquamatum Kitam.
- Cirsium flodmanii Arthur
- Cirsium foliosum DC.
- Cirsium fominii Petr.
- Cirsium fontinale Jeps.
- Cirsium forrestii (Diels) H.Lév.
- Cirsium funagataense Kadota
- Cirsium funkiae Ackerf.
- Cirsium furiens Griseb. & Schenk
- Cirsium furusei Kitam.
- Cirsium fuscotrichum C.C.Chang
- Cirsium gaditanum Talavera & Valdés
- Cirsium gadukense Petr.
- Cirsium gagnidzei Kharadze
- Cirsium ganjuense Kitam.
- Cirsium glaberrimum (Petr.) Petr.
- Cirsium glabrum DC.
- Cirsium grahamii A.Gray
- Cirsium gratiosum Kitam.
- Cirsium grayanum (Maxim.) Nakai
- Cirsium grecescui Rouy
- Cirsium greimleri Bureš
- Cirsium griffithii Boiss.
- Cirsium griseum (Rydb.) K.Schum.
- Cirsium guanwuense S.S.Ying
- Cirsium gyojanum Kitam.
- Cirsium hachijoense Nakai
- Cirsium hachimantaiense Kadota
- Cirsium hagurosanense Kadota
- Cirsium hakkaricum P.H.Davis & Parris
- Cirsium handaniae Yıldız, Dirmenci & Arabacı
- Cirsium handelii Petr.
- Cirsium happoense Kadota
- Cirsium harrisonii (S.L.Welsh) Ackerf. & D.J.Keil
- Cirsium hasunumae Kadota
- Cirsium haussknechtii Boiss.
- Cirsium heiianum Koidz.
- Cirsium heldreichii Halácsy
- Cirsium helenioides (L.) Hill
- Cirsium heliorhaphis G.L.Nesom
- Cirsium henryi (Franch.) Diels
- Cirsium hesperium (Eastw.) Rydb.
- Cirsium heterophyllum (L.) Hill
- Cirsium heterotrichum Pančić
- Cirsium hidakamontanum Kadota
- Cirsium hidalgoense G.L.Nesom
- Cirsium hida-paludosum Kadota & Nagase
- Cirsium homolepis Nakai
- Cirsium hookerianum Nutt.
- Cirsium horiianum Kadota
- Cirsium horridulum Michx.
- Cirsium hupingshanicum Z.C.Jin & Y.S.Chen
- Cirsium hydrophilum Jeps.
- Cirsium hygrophilum Boiss.
- Cirsium hygropodum G.L.Nesom
- Cirsium hypoleucum DC.
- Cirsium hypopsilum Boiss. & Heldr.
- Cirsium imbricatum Petr.
- Cirsium imereticum Boiss.
- Cirsium inamoenum (Greene) D.J.Keil
- Cirsium interpositum Petr.
- Cirsium inundatum Makino
- Cirsium iranicum Petr.
- Cirsium ishizuchiense (Kitam.) Kadota
- Cirsium isophyllum (Petr.) Grossh.
- Cirsium italicum DC.
- Cirsium ito-kojianum Kadota
- Cirsium jaliscoense G.L.Nesom
- Cirsium japonicum DC.
- Cirsium joannae S.L.Welsh, N.D.Atwood & L.C.Higgins
- Cirsium jorullense Spreng.
- Cirsium kagamontanum Nakai
- Cirsium kamtschaticum Ledeb. ex DC.
- Cirsium karduchorum Petr.
- Cirsium kasaianum Kadota
- Cirsium katoanum Kadota
- Cirsium kenji-horieanum Kadota
- Cirsium kirbense Pomel
- Cirsium kirishimense Kadota & Mas.Saito
- Cirsium kisoense (T.Yamaz. & K.Asano) Kadota
- Cirsium komarovii Schischk.
- Cirsium kosmelii (Adams) Fisch. ex Hohen.
- Cirsium kubikialpicola Kadota
- Cirsium kujuense Kadota
- Cirsium lacaitae Petr.
- Cirsium laniflorum (M.Bieb.) Fisch.
- Cirsium lappoides Sch.Bip.
- Cirsium latifolium Lowe
- Cirsium lecontei Torr. & A.Gray
- Cirsium leducii H.Lév.
- Cirsium leo Nakai & Kitag.
- Cirsium leucocephalum (Willd.) Spreng.
- Cirsium leucopsis DC.
- Cirsium libanoticum DC.
- Cirsium lidjiangense Petr. & Hand.-Mazz.
- Cirsium ligulare Boiss.
- Cirsium lineare (Thunb.) Sch.Bip.
- Cirsium lobelii Ten.
- Cirsium lomatolepis Petr.
- Cirsium loncholepis Petr.
- Cirsium longepedunculatum Kitam.
- Cirsium longistylum R.J.Moore & Frankton
- Cirsium lucens Kitam.
- Cirsium luzoniense Merr.
- Cirsium maackii Maxim.
- Cirsium macrobotrys (K.Koch) Boiss.
- Cirsium macrocephalum C.A.Mey.
- Cirsium macvaughii G.L.Nesom
- Cirsium magdalenense G.L.Nesom
- Cirsium magofukui Kitam.
- Cirsium mairei Halácsy
- Cirsium maritimum Makino
- Cirsium markaguntense (S.L.Welsh) Ackerf. & D.J.Keil
- Cirsium maroccanum Petr.
- Cirsium maruyamanum Kitam.
- Cirsium masami-saitoanum Kadota
- Cirsium matsumurae Nakai
- Cirsium mexicanum DC.
- Cirsium michiliense G.L.Nesom
- Cirsium microspicatum Nakai
- Cirsium mimbresense G.L.Nesom
- Cirsium mohavense (Greene) Petr.
- Cirsium mollissimum G.L.Nesom
- Cirsium monocephalum H.Lév.
- Cirsium monspessulanum (L.) Hill.
- Cirsium morinifolium Boiss. & Heldr.
- Cirsium morisianum Rchb.f.
- Cirsium muliense C.Shih
- Cirsium muramatsui Kadota
- Cirsium muticum Michx.
- Cirsium myokoense Kadota
- Cirsium nagatoense Kadota
- Cirsium nagisoense Kadota
- Cirsium nambuense Nakai
- Cirsium nanhutashanense S.S.Ying
- Cirsium nasuense Kadota
- Cirsium neomexicanum A.Gray
- Cirsium nerimaniae Yıldız, Dirmenci & Arabacı
- Cirsium nigriceps Standl. & Steyerm.
- Cirsium nippoense Kadota
- Cirsium nipponicum Makino
- Cirsium nishiokae Kitam.
- Cirsium nivale (Kunth) F.Dietr.
- Cirsium norikurense Nakai
- Cirsium notorhaphis G.L.Nesom
- Cirsium novoleonense G.L.Nesom & García-Mor.
- Cirsium nuttallii DC.
- Cirsium oaxacanum G.L.Nesom
- Cirsium oblongifolium K.Koch
- Cirsium obvallatum (M.Bieb.) M.Bieb.
- Cirsium occidentale (Nutt.) Jeps.
- Cirsium occidentalinipponense Kadota
- Cirsium ochrocentrum A.Gray
- Cirsium odontolepis Boiss. ex DC.
- Cirsium ohminense Kadota
- Cirsium okamotoi Kitam.
- Cirsium oleraceum (L.) Scop.
- Cirsium oligophyllum Matsum.
- Cirsium opacum (Kitam.) Kadota
- Cirsium orizabense Klatt
- Cirsium osseticum (Adams) Petr.
- Cirsium otayae Kitam.
- Cirsium ownbeyi S.L.Welsh
- Cirsium pablillo G.L.Nesom
- Cirsium pacificum G.L.Nesom
- Cirsium palustre (L.) Scop.
- Cirsium pannonicum (L.f.) Link
- Cirsium parryi Petr.
- Cirsium pascuarense (Kunth) Spreng.
- Cirsium peckii L.F.Hend.
- Cirsium pectinellum A.Gray
- Cirsium pendulum Fisch. ex DC.
- Cirsium periacanthaceum C.Shih
- Cirsium perplexans Petr.
- Cirsium peshmenianum Yıldız, Arabacı & Dirmenci
- Cirsium phulchokiense Kitam.
- Cirsium phyllocephalum Boiss. & C.I.Blanche
- Cirsium pinetorum Greenm.
- Cirsium pitcheri Torr. & A.Gray
- Cirsium pitouchaoense S.S.Ying
- Cirsium poluninii P.H.Davis & Parris
- Cirsium praeteriens J.F.Macbr.
- Cirsium pringlei Petr.
- Cirsium pseudobracteosum P.H.Davis & Parris
- Cirsium pseudocreticum (P.H.Davis & Parris) Yıldız, Dirmenci & Arabacı
- Cirsium pseudopersonata Boiss. & Balansa
- Cirsium pseudosuffultum Kadota
- Cirsium pubigerum (Desf.) DC.
- Cirsium pugnax Sommier & Levier
- Cirsium pulchellum Wooton & Standl.
- Cirsium pulcherrimum (Rydb.) K.Schum.
- Cirsium pumilum Spreng.
- Cirsium purpuratum Matsum.
- Cirsium pyramidale Bornm.
- Cirsium pyrenaicum (Jacq.) All.
- Cirsium quercetorum (A.Gray) Jeps.
- Cirsium racemiforme Y.Ling & C.Shih
- Cirsium radians Benth.
- Cirsium rassulovii B.A.Sharipova
- Cirsium reglense Sch.Bip. ex Klatt
- Cirsium remotifolium DC.
- Cirsium rengehydrophilum Kadota
- Cirsium repandum Michx.
- Cirsium rhabdotolepis Petr.
- Cirsium rhaphilepis Petr.
- Cirsium rhinoceros Nakai
- Cirsium rhizocephalum C.A.Mey.
- Cirsium rhothophilum S.F.Blake
- Cirsium richterianum Gillot
- Cirsium rigidum DC.
- Cirsium rivulare (Jacq.) All.
- Cirsium roseolum Gorl.
- Cirsium rosulatum Talavera & Valdés
- Cirsium rupinarum G.L.Nesom
- Cirsium rydbergii Petr.
- Cirsium sairamense O.Fedtsch. & B.Fedtsch.
- Cirsium scabrum (Poir.) Bonnet & Barratte
- Cirsium scapanolepis Petr.
- Cirsium scariosum Nutt.
- Cirsium schantarense Trautv. & C.A.Mey.
- Cirsium schelkovnikovii Petr.
- Cirsium scopulorum (Greene) Cockerell
- Cirsium semenowii Regel
- Cirsium semzinanicum Fırat
- Cirsium senjoense Kitam.
- Cirsium serratuloides (L.) Hill
- Cirsium serrulatum (M.Bieb.) Fisch.
- Cirsium setidens (Dunn) Nakai
- Cirsium shansiense Petr.
- Cirsium shidokimontanum Kadota
- Cirsium shihianum Greuter
- Cirsium shimae Kadota
- Cirsium shinanense Shimizu
- Cirsium sichuanense Z.C.Jin & Y.S.Chen
- Cirsium sidi-guinii Pau & Font Quer
- Cirsium sieboldii Miq.
- Cirsium sieversii (Fisch. & C.A.Mey.) Petr.
- Cirsium simplex C.A.Mey.
- Cirsium sintenisii Freyn
- Cirsium sipyleum O.Schwarz
- Cirsium sivasicum Yıldız, Arabacı & Dirmenci
- Cirsium skutchii S.F.Blake
- Cirsium sommieri Petr.
- Cirsium sorocephalum Fisch. & C.A.Mey.
- Cirsium sosnowskyi Kharadze
- Cirsium souliei (Franch.) Mattf. ex Rehder & Kobuski
- Cirsium spathulatum (Moretti) Gaudin
- Cirsium spectabile DC.
- Cirsium spicatum Matsum.
- Cirsium spinosissimum (L.) Scop.
- Cirsium spinosum Kitam.
- Cirsium steirolepis Petr.
- Cirsium stiriacum Fritsch
- Cirsium stojanovii Kuzmanov
- Cirsium strigosum (M.Bieb.) M.Bieb.
- Cirsium subcoriaceum (Less.) Sch.Bip.
- Cirsium subinerme Fisch. & C.A.Mey.
- Cirsium subulariforme C.Shih
- Cirsium subuliforme G.B.Ownbey
- Cirsium suffultum Matsum.
- Cirsium suzukaense Kitam.
- Cirsium suzukii Kitam.
- Cirsium svaneticum Sommier & Levier
- Cirsium swaticum Petr.
- Cirsium sychnosanthum Petr.
- Cirsium taiwanense Y.H.Tseng & Chih Y.Chang
- Cirsium takahashii Kadota
- Cirsium taliense (Jeffrey) H.Lév.
- Cirsium tamastoloniferum Kadota
- Cirsium tancitaroense G.L.Nesom
- Cirsium tanegashimense Kitam. ex Kadota
- Cirsium tashiroi Kitam.
- Cirsium tatakaense Y.H.Tseng, Y.H.Tseng, Chih Y.Chang & C.Y.Chang
- Cirsium tenoreanum Petr.
- Cirsium tenorioanum G.L.Nesom
- Cirsium tenue Kitam.
- Cirsium tenuipedunculatum Kadota
- Cirsium tenuisquamatum Kitam.
- Cirsium tepehuanense G.L.Nesom
- Cirsium teshioense Kadota
- Cirsium texanum Buckley
- Cirsium tianmushanicum C.Shih
- Cirsium tioganum (Congdon) Petr.
- Cirsium togaense Kadota
- Cirsium tolucanum Petr.
- Cirsium townsendii (Petr.) G.L.Nesom
- Cirsium toyoshimae Koidz.
- Cirsium trachylepis Boiss.
- Cirsium trachylomum S.F.Blake
- Cirsium tracyi (Rydb.) Petr.
- Cirsium tuberosum (L.) All.
- Cirsium tukuhnikivatzicum Ackerf.
- Cirsium turkestanicum Petr.
- Cirsium turneri Warnock
- Cirsium tweedyi (Rydb.) Rydb.
- Cirsium tymphaeum Hausskn.
- Cirsium uetsuense Kitam.
- Cirsium ugoense Nakai
- Cirsium ukranicum Besser ex DC.
- Cirsium uliginosum (M.Bieb.) Fisch.
- Cirsium umezawanum Kadota
- Cirsium undulatum (Nutt.) Spreng.
- Cirsium unzenense Kadota & Mas.Saito
- Cirsium uzenense Kadota
- Cirsium valdespinulosum (Sennen) Sennen
- Cirsium valentinum Porta
- Cirsium vallis-demonii Lojac.
- Cirsium velatum (S.Watson) Petr.
- Cirsium vergelense G.L.Nesom
- Cirsium vernonioides C.Shih
- Cirsium verum Kadota
- Cirsium verutum (D.Don) Spreng.
- Cirsium vinaceum Wooton & Standl.
- Cirsium viperinum (D.J.Keil) Ackerf. & D.J.Keil
- Cirsium virginianum Michx.
- Cirsium viridifolium (Hand.-Mazz.) C.Shih
- Cirsium vlassovianum Fisch. ex DC.
- Cirsium vulgare (Savi) Ten.
- Cirsium wakasugianum Kadota
- Cirsium waldsteinii Rouy
- Cirsium wallichii DC.
- Cirsium welwitschii Coss.
- Cirsium wheeleri (A.Gray) Petr.
- Cirsium wrightii A.Gray
- Cirsium yachiyotakashimae Kadota
- Cirsium yakusimense Masam.
- Cirsium yamauchii Kadota
- Cirsium yatsu-alpicola Kadota & Y.Amano
- Cirsium yezoalpinum H.Koidz. ex Kadota & S.Umezawa
- Cirsium yezoense (Maxim.) Makino
- Cirsium yildizianum Arabacı & Dirmenci
- Cirsium yoshidae Kadota
- Cirsium yuki-uenoanum Kadota
- Cirsium yuzawae Kadota
- Cirsium zamoranense Rzed.
- Cirsium zawoense Kadota

### Híbrids
S'han descrit els següents híbrids naturals:
- Cirsium × abetonense E.Michálk. & Bureš
- Cirsium × affine Tausch
- Cirsium × alpestre Nägeli
- Cirsium × ambiguum All.
- Cirsium × aschersonii Čelak.
- Cirsium × ausserdorferi Hausm. ex Treuinf.
- Cirsium × benacense Treuinf.
- Cirsium × bifrons Arv.-Touv.
- Cirsium × bipontinum F.W.Schultz
- Cirsium × boulayi E.G.Camus
- Cirsium × bourgaeanum Willk.
- Cirsium × braun-blanquetianum Lawalrée
- Cirsium × breunium Goller & Huter
- Cirsium × breviscapum Eichenf.
- Cirsium × burgalense Elias & Sennen
- Cirsium × candolleanum Nägeli
- Cirsium × carinthiacum Flieschm.
- Cirsium × celakovskyanum K.Knaf
- Cirsium × chatenieri Legrand ex H.J.Coste
- Cirsium × ciliatiforme Petr.
- Cirsium × connexum Kitam.
- Cirsium × csepeliense Borbás
- Cirsium × dominii M.Schulze
- Cirsium × eliasii Sennen & Pau
- Cirsium × erisithaliforme Preissm.
- Cirsium × erucagineum (Lam.) DC.
- Cirsium × erzincanicum Yıldız, Dirmenci & Arabacı
- Cirsium × fabium Porta ex Kern.
- Cirsium × forsteri (Sm.) Loudon
- Cirsium × freyerianum W.D.J.Koch
- Cirsium × glabrifolium (C.Winkl.) Petr.
- Cirsium × grandiflorum Kitt.
- Cirsium × grossheimii Petr.
- Cirsium × heerianum Nägeli
- Cirsium × heuseri Uechtr.
- Cirsium × hybridum W.D.J.Koch ex DC.
- Cirsium × iburiense Kitam.
- Cirsium × ispolatovii Iljin ex Tzvelev
- Cirsium × juratzkae Reichardt
- Cirsium × kelkitense Yıldız, Arabacı & Dirmenci
- Cirsium × kirschlegeri Sch.Bip.
- Cirsium × kornhuberi Heimerl
- Cirsium × kozlovskyi Petr.
- Cirsium × lachenalii (C.C.Gmel.) W.D.J.Koch
- Cirsium × lanseriae Murr
- Cirsium × linkianum M.Loehr
- Cirsium × lojkae Sommier & Levier
- Cirsium × martini L.C.Lamb.
- Cirsium × mazanderanicum Petr.
- Cirsium × medium All.
- Cirsium × meratii P.Fourn.
- Cirsium × mirabile Kitam.
- Cirsium × misawaense Nakai ex Kitam.
- Cirsium × moravicum Petr.
- Cirsium × muellneri Beck
- Cirsium × murrianum Khek
- Cirsium × nevadense Willk.
- Cirsium × nezaketiae Yıldız, Dirmenci & Arabacı
- Cirsium × norrisii C.Bicknell
- Cirsium × ochroleucum All.
- Cirsium × patens Kitam.
- Cirsium × perplexissimum Kitam.
- Cirsium × petrakii Kozl. & Woronow ex Grossh.
- Cirsium × pilosum Kitam.
- Cirsium × praealpinum Beck
- Cirsium × prativagum Petr.
- Cirsium × przybylskii Eichenf.
- Cirsium × pskemense Lazkov
- Cirsium × purpureum All.
- Cirsium × reichardtii Jurotzka
- Cirsium × reichenbachianum M.Loehr
- Cirsium × rigens Wallr.
- Cirsium × sabaudum M.Loehr
- Cirsium × sagrense E.Michálk. & Bureš
- Cirsium × scopolii Khek
- Cirsium × semidecurrens DC.
- Cirsium × sennenii Rouy
- Cirsium × siegertii Sch.Bip. ex Reichardt
- Cirsium × silesiacum Sch.Bip.
- Cirsium × soroksarense Wagner
- Cirsium × stoderianum Dürrnb.
- Cirsium × stroblii Hayek
- Cirsium × subalpinum Gaudin
- Cirsium × subspinuligerum Peterm.
- Cirsium × succinctum Ledeb.
- Cirsium × sudae E.Michálk. & Bureš
- Cirsium × sugimotoi Kitam.
- Cirsium × suspiciosum Beck
- Cirsium × tataricum (L.) DC.
- Cirsium × thomasii Nägeli
- Cirsium × trifurcum Petr.
- Cirsium × vancouverense R.J.Moore & Frankton
- Cirsium × wankelii Reichardt
- Cirsium × wettsteinii Petr.
- Cirsium × wiedermannii Khek
- Cirsium × winklerianum Čelak.
- Cirsium × woodwardii (H.C.Watson) Nyman
- Cirsium × woronowii Petr.
- Cirsium × xenogenum Petr.

## Usos
Algunes espècies són comestibles i són utilitzades com a aliment en algunes zones, les tiges dels capítols florals de Cirsium eriophorum es fan servir  bullits com a verdura; les poncelles de Cirsium oligophyllum es fan servir fregides o en amanides, les tiges dels capítols florals de Cirsium palustre es mengen en amanides o cuites com a verdura i en el cas de Cirsium vulgare es fan servir tant els capítols joves com les tiges dels capítols florals. D'altres es cultiven com a planta ornamental a certs tipus de jardí